# Peter Lérant
Peter Lérant (Komárno, 30 januari 1977) is een voormalig profvoetballer uit Slowakije. Hij speelde als verdediger in onder meer Duitsland, Zwitserland, Oostenrijk en Griekenland gedurende zijn carrière.

## Interlandcarrière
Lérant maakte deel uit van het Slowaaks voetbalelftal dat onder leiding van bondscoach Dušan Radolský deelnam aan het voetbaltoernooi bij de Olympische Spelen in Sydney. Daar leed de ploeg in de eerste ronde twee nederlagen, tegen achtereenvolgens Brazilië (3-1) en Japan (2-1), waarna Zuid-Afrika in het afsluitende groepsduel met 2-1 werd verslagen. Dat was niet genoeg voor een plaats in de volgende ronde.